# Liste der Bodendenkmäler in Burghausen
Auf dieser Seite sind die Bodendenkmäler in der oberbayerischen Stadt Burghausen zusammengestellt. Diese Tabelle ist eine Teilliste der Liste der Bodendenkmäler in Bayern. Grundlage ist die Bayerische Denkmalliste, die auf Basis des Bayerischen Denkmalschutzgesetzes vom 1. Oktober 1973 erstmals erstellt wurde und seither durch das Bayerische Landesamt für Denkmalpflege geführt wird. Die folgenden Angaben ersetzen nicht die rechtsverbindliche Auskunft der Denkmalschutzbehörde.

## Bodendenkmäler in Burghausen
| Lage                              | Objekt | Akten-Nr.     | Bild           |
| --------------------------------- | --- | ------------- | -------------- |
| (Standort)                        | Brandgräber der Urnenfelderzeit. | D-1-7842-0033 |                |
| (Standort)                        | Siedlung der späten Latènezeit. | D-1-7842-0038 |                |
| (Standort)                        | Abschnittsbefestigung vorgeschichtlicher Zeitstellung. | D-1-7842-0044 |                |
| (Standort)                        | Untertägige mittelalterliche und frühneuzeitliche Befunde im Bereich der ehemaligen Zisterzienserabtei Raitenhaslach und seiner Vorgängerbauten mit ehemaliger Kloster- und katholischen Pfarrkirche St. Georg, abgegangenen Kapellen und Klostertrakten.            | D-1-7842-0047 | weitere Bilder |
| (Standort)                        | Untertägige mittelalterliche und frühneuzeitliche Befunde im Bereich der Burg von Burghausen und ihrer Vorgängerbauten sowie Höhensiedlung der Bronzezeit, der Urnenfelderzeit, der Hallstattzeit und der frühen Latènezeit und Körpergräber des hohen Mittelalters. | D-1-7842-0074 | weitere Bilder |
| Messerzeile 19 (Standort)         | Untertägige mittelalterliche und frühneuzeitliche Befunde im Bereich der katholischen Pfarrkirche St. Jakob in Burghausen und ihrer Vorgängerbauten mit abgegangener Friedhofskapelle und aufgelassenem Friedhof.                                                    | D-1-7842-0129 | weitere Bilder |
| Spitalgasse 206 (Standort)        | Untertägige spätmittelalterliche und frühneuzeitliche Befunde im Bereich des ehemaligen Heilig-Geist-Spitals in Burghausen mit Spitalkirche und aufgelassenem Spitalfriedhof.                                                                                        | D-1-7842-0130 | weitere Bilder |
| Kanzelmüllerstraße 90a (Standort) | Untertägige mittelalterliche und frühneuzeitliche Befunde im Bereich der ehemaligen Jesuiten- und katholischen Studienkirche St. Joseph in Burghausen und ihres Vorgängerbaus (Kapelle St.Peter).                                                                    | D-1-7842-0131 | weitere Bilder |
| (Standort)                        | Untertägige mittelalterliche und frühneuzeitliche Siedlungsteile des historischen Stadtkerns von Burghausen. | D-1-7842-0132 |                |
| (Standort)                        | Verebneter Burgstall des hohen oder späten Mittelalters. | D-1-7842-0139 |                |
| Heilig Kreuz 27 (Standort)        | Untertägige spätmittelalterliche und frühneuzeitliche Befunde im Bereich der katholischen Kirche Heilig Kreuz bei Burghausen und ihrer Vorgängerbauten mit ehemaligem Leprosenhaus und aufgelassenem Siechenfriedhof.                                                | D-1-7842-0152 | weitere Bilder |
| Kapuzinergasse 235 (Standort)     | Untertägige frühneuzeitliche Befunde im Bereich des ehemaligen Kapuzinerklosters und der Kapuzinerkirche St. Anna in Burghausen. | D-1-7842-0153 | weitere Bilder |
| (Standort)                        | Untertägige mittelalterliche und frühneuzeitliche Befunde im Bereich der katholischen Filial- und Wallfahrtskirche Maria Königin des Rosenkranzes in Marienberg und ihrer Vorgängerbauten.                                                                           | D-1-7842-0154 | weitere Bilder |